# Лиходєєв Леонід Ізраїлевич
Лиходєєв Леонід Ізраїлевич (справжнє прізвище Лідес; 14 квітня 1921, Юзівка (нині Донецьк), Україна — 6 листопада 1994, Москва, Росія) — радянський письменник, сценарист.

## Біографічні відомості
Учасник Великої Вітчизняної війни: воював на Закавказькому і Кавказькому фронтах військовим кореспондентом.
Літературну діяльність почав в 1948 році поетом. Навчався в Літінституті (1949–1952). 
Член Спілки письменників СРСР з 1954 року.
Автор сценаріїв до ряду кінофільмів: «Дача» (1972, за участю), «Останні дні Помпеї» (1972, у співавт. з Б. Ласкіним), «Ефект Ромашкіна» (1973, у співавт. з Б. Ласкіним), «Герон» (1979, мультфільм), «Колесо Фортуни» (1980, мультфільм, у співавт. з А. Соліним), «Олімпіада-80. Класична боротьба» (1980, мультфільм), «Єдиний чоловік» (1981) та ін.
В кінці 1980-х — колумніст газети «Московские новости».

## Творче надбання
- Покорение пустыни. Стихи. — 1953.
- Открытое окно. Стихи. — М., Советский писатель, 1957. — 92 с., 5 000
- Поездка в Тофаларию. — 1959.
- Волга впадает в Каспийское море. — 1960.
- Фельетоны. — 1961.
- Мурло мещанина. Статьи. — 1962.
- История одной поездки. — 1964.
- Я — парень сознательный. — 1965.
- Указать на недопустимость. — 1967.
- Звезда с неба. — 1969.
- Я и мой автомобиль. — 1972.
- Четыре главы из жизни Марии Николаевны // «Дон». — 1978, № 1—2 (короткий роман о современной деловой женщине)
- Боги, которые лепят горшки. Роман, повести, рассказы. — 1983.
- Звезда с неба. — 1983.
- Сентиментальная история // «Новый мир». — 1984, № 7—9.
- Семь пятниц. Роман, рассказы, фельетоны. — 1986.
- Десять минут возмездия. Фельетоны вокруг кино. — 1986.
- Сначала было слово. Повесть о Петре Заичневском. — 1987.
- Поле брани, на котором не было раненых. (книга о Бухарине) // Дружба народов, 1988, № 9
- Средневозвышенская летопись. — «Русское богатство» — 1992г, № 1.
- Семейный календарь или жизнь от конца до начала. — В 3-х тт., 1-2 тт. — 1990–1991 г., 3-й т. — 1998 г.
- Жили-были дед да баба // «Дружба народов». — 1993, № 1.